# Hydraena janeceki
Hydraena janeceki är en skalbaggsart som beskrevs av Manfred A. Jäch 1987. Hydraena janeceki ingår i släktet Hydraena och familjen vattenbrynsbaggar. Inga underarter finns listade i Catalogue of Life.